# Stade Hassan II
Das Stade Hassan II (arabisch ملعب الحسن الثاني, DMG Malʿab al-Ḥasan aṯ-ṯānī) ist ein sich im Bau befindliches Fußballstadion in Benslimane, östlich von Casablanca. Nach seiner Fertigstellung im Jahr 2028 wird es hauptsächlich für Fußballspiele genutzt werden und als Heimstadion der marokkanischen Fußballnationalmannschaft dienen. Das Stadion soll eine Kapazität von 115.000 Zuschauern haben und damit das größte Fußballstadion der Welt sein. Es wird auch das Stade Mohammed V als Heimstadion der größten marokkanischen Vereine, Raja CA und Wydad AC, ersetzen. Das Stadion ist nach dem Monarchen Hassan II. von Marokko benannt.
Das Projekt war ursprünglich für Marokkos Bewerbung um die FIFA-Weltmeisterschaft 2010 zusammen mit vier weiteren neuen Stadien geplant, wurde jedoch aufgrund der Niederlagen der Bewerbung Marokkos gegen die von Südafrika zurückgestellt. Es wurde auch für die Bewerbung Marokkos um die FIFA-Weltmeisterschaft 2026 vorgeschlagen, aber Marokko verlor auch gegen die von Kanada, Mexiko und den Vereinigten Staaten. Der Bau wurde schließlich im Oktober 2023 bestätigt, nachdem Marokko den Zuschlag für die Ausrichtung der Afrikameisterschaft 2025 und der FIFA-Weltmeisterschaft 2030 zusammen mit Spanien und Portugal erhalten hatte.

## Geschichte

### Ursprüngliches Projekt
Im Laufe der Jahre gab es immer wieder Gerüchte über den Bau eines neuen Stadions in Raum Casablanca und den voraussichtlichen Fertigstellungstermin. Diese Spekulationen gewannen insbesondere nach den Schäden an der Stade Mohammed V durch mehrere Spiele ihrer Mieter Raja Casablanca und Wydad Casablanca an Dynamik. Diese beiden Mannschaften spielen eine wichtige Rolle in afrikanischen Vereinswettbewerben und nationalen Turnieren.
Das ursprüngliche Projekt war für die FIFA-Weltmeisterschaft 2010 geplant, für die Marokko seine Bewerbung mit 14 zu 10 Stimmen an Südafrika verlor. Es umfasste fünf große Stadien im ganzen Land, darunter das Ibn Batouta-Stadion, das Marrakesch-Stadion und zwei weitere in den Großstädten Agadir und Fès. Jahre später war es eines der 14 Stadien, die in Marokkos Bewerbung für die FIFA-Weltmeisterschaft 2026 enthalten waren, die den Bau von zwei neuen Stadien in Casablanca vorsah. Am 13. Juni 2018 stimmten jedoch in Moskau 134 FIFA-Mitgliedsverbände für die gemeinsame Bewerbung von Kanada, Mexiko und den Vereinigten Staaten gegen 65 Stimmen für Marokko.

### Bau des Stadions
Nach der historischen Qualifikation der marokkanischen Fußballnationalmannschaft für das Halbfinale der FIFA-Weltmeisterschaft 2022 nahm die Situation eine neue Wendung. Dieser Erfolg veranlasste den Königlichen Marokkanischen Fußballverband, die Führung bei der Ausrichtung großer Fußballveranstaltungen wie dem Afrika-Cup 2025 zu übernehmen. Darüber hinaus entwickelte sich eine Zusammenarbeit mit Spanien und Portugal, die sich gemeinsam erfolgreich um die Ausrichtung der FIFA-Weltmeisterschaft 2030 bewarben. Diese Fortschritte haben die Diskussionen über den lang ersehnten Bau des Grand Stade de Casablanca, der ursprünglich für die Weltmeisterschaften 2010 und 2026 vorgeschlagen worden war, wieder angefacht. Diese Entwicklungen wurden von Fouzi Lekjaa, dem Präsidenten des Königlich-Marokkanischen Fußballverbands, während einer Regierungssitzung unter Leitung von Premierminister Aziz Akhannouch am 22. Juni 2023 bestätigt. Fouzi stellte die umfassenden Details der gemeinsamen Bewerbung für die FIFA-Weltmeisterschaft 2030 vor und betonte dabei die zentrale Rolle des Stadionbaus für die Bewerbung.
Am 20. Oktober 2023 unterzeichneten die Regierung und der staatliche Investmentfonds Caisse de Dépôt et de Gestion eine Vereinbarung, die für den Zeitraum 2025–2028 rund 5 Milliarden Dirham für den Stadionbau bereitstellt. Außerdem wurde mit der Renovierung der anderen Stadien begonnen, in denen der Afrikacup 2025 und die Weltmeisterschaft 2030 stattfinden sollen. 9,5 Milliarden Dirham werden bereitgestellt, um sechs Stadien im Zeitraum 2023–2025 an die Standards der CAF anzupassen. Eine zweite Modernisierung wird dann im Zeitraum 2025–2028 gemäß den Standards der FIFA mit einem Budget von 4,5 bis 6 Milliarden Dirham durchgeführt.
Am 28. Oktober erklärte der Präsident der FRMF, Fouzi Lekjaa, während einer Pressekonferenz mit seinen spanischen und portugiesischen Amtskollegen Pedro Rocha und Fernando Gomes: „Der Bau des neuen Stadions in Casablanca wird Ende Dezember beginnen und über zwei Jahre dauern“. Es soll das neue Heimstadion von sowohl Raja Casablanca als auch Wydad werden.
Am 14. März 2024 wurde ein Konsortium unter der Leitung des lokalen Unternehmens Tarik Oualalou Architecte (Oualalou + Choi) und Populous im Rahmen eines Designwettbewerbs für den Grand Stade de Casablanca ausgewählt. Am 12. August begannen die Erdarbeiten. Der Auftrag für dieses Projekt wurde an die Société Générale des Travaux du Maroc (SGTM) und vier weitere Bewerber vergeben.

## Design
Das Stadion wird Platz für rund 115.000 Zuschauer haben und wird rund 38 km nordwestlich von Casablanca im Grünen errichtet. Das prägnanteste Merkmal ist das riesige, lichtdurchlässige Dach aus Aluminiumgitter, das an traditionelle Berberzelte oder die Zeltkonstruktionen bei marokkanischen Moussem-Veranstaltungen erinnert. Diese symbolträchtige Hülle verbindet kulturelles Erbe mit moderner Architektur. Die Dachstruktur ruht auf einem ringförmigen Gerüst aus 32 monumentalen Treppen, die großzügige grüne Terrassenplattformen bilden, auf etwa 28 Metern Höhe über dem Boden, und am Rand des Stadions Gärten umfassen. Jeder der riesigen Sektoren des Stadions wird Platz für 29.500 Zuschauer bieten. Die Haupttribünen umfassen fünf aufeinander liegende Ebenen für VIPs für insgesamt etwa 12.000 Besucher. Das Stadion soll modernen Standards für Nachhaltigkeit genügen und sich harmonisch in die umliegenden Waldflächen einfügen.